# Штрелов, Карл Фридрих Теодор
Карл Фридрих Теодор Штрелов (нем. Carl Friedrich Theodor Strehlow; 23 декабря 1871, Цихов, Бранденбург — 20 октября 1922, Северная территория, Австралия) — немецкий лютеранский священник-миссионер в Австралии, антрополог, лингвист ставший известным благодаря документированию и изучению культуры, быта и языков австралийских аборигенов.

## Биография
Учился в духовной семинарии в Нойендеттельзау, которую окончил в 1891 году, в следующем году был рукоположен в священники.
В 1894—1922 годах, то есть до самой смерти, Карл Штрелов возглавлял миссию на реке Финке в Германнсбурге на Северной территории (Австралия). В отличие от многих других миссионеров, работавших в Австралии, немецкие миссионеры считали необходимым знать язык народа, чтобы иметь возможность донести до него «истину» христианства. Там он тщательно документировал и изучал языки, быт, обычаи и мировоззрение австралийских туземных племен аранта, диери и лоритья, опубликовав в соавторстве с Морицом фон Леонгарди 7-томный труд-исследование культуры этих племён.
Результаты исследований Штрелова, в первую очередь по поводу австралийского тотемизма, были со временем восприняты большинством современных западных антропологических школ. Однако при жизни, труды священника-учёного подвергались критике со стороны другого выдающегося специалиста по австралийским племенам сэра Уолтера Болдуина Спенсера, хотя исследователи ни разу не встречались и не писали друг другу.
В 1922 году смертельно больной Штрелов отправился за помощью в Аделаиду, и в этой поездке, не дойдя до места назначения около 240 км, умер от жажды у Хорсшу-Бенд, где и был похоронен.
Несмотря на то, что австралийская антропология в значительной степени недооценила работы своего выдающегося представителя — Карла Штрелова, записи мифов и легенд, а также документирование миссионером быта племен аранда и лоритья считаются одним из самых ценных и достоверных документальных свидетельств и источников начала XX века.